# フィロガーゾ
フィロガーゾ（イタリア語: Filogaso）は、イタリア共和国カラブリア州ヴィボ・ヴァレンツィア県にある、人口約1,400人の基礎自治体（コムーネ）。

## 地理

### 位置・広がり

#### 隣接コムーネ
隣接するコムーネは以下の通り。
- カピストラーノ
- マイエラート
- サン・ニコーラ・ダ・クリッサ
- サントノフリオ
- ヴァッレロンガ
- ヴァッツァーノ